# Arnioceras
Arnioceras ist eine Gattung recht großer, evoluter, scheibenförmiger Ammoniten. Sie tritt als Leitfossil im Sinemurium nahezu weltweit auf.

## Systematik
Die Gattung Arnioceras gehört zur Familie der Arietitidae (Unterfamilie Arietitinae) innerhalb der Überfamilie der Psiloceratoidea. Von ihr sind folgende Taxa bekannt:
- Arnioceras acuticarinatum Simpson
- Arnioceras arnouldi Dumortier, 1867
- Arnioceras bodleyi Buckman, 1844
- Arnioceras ceratitoides Quenstedt, 1848
- Arnioceras crassicosta
- Arnioceras cuneiforme Hyatt, 1867, Typusfossil
- Arnioceras densicosta Quenstedt, 1884
- Arnioceras falcaries Quenstedt, 1858
- Arnioceras fieldingiceroides Dommergues und Faure, 1986
- Arnioceras flavum Buckman, 1918, wahrscheinlich identisch mit Arnioceras miserabile
- Arnioceras fortunatum Buckman
- Arnioceras geometricum Oppel
- Arnioceras hartmanni
- Arnioceras humboldti Hyatt, identisch mit Arnioceras ceratitoides
- Arnioceras insolitum Fucini, 1902
- Arnioceras kridioides Hyatt
- Arnioceras laevissimum Quenstedt
- Arnioceras lotharingicum, Fucini, 1902
- Arnioceras mendax Fucini
- Arnioceras miserabile Gabb, 1869
- Arnioceras nevadanum
- Arnioceras nodulosum Buckman
- Arnioceras oppeli Guérin-Franiatte, 1966
- Arnioceras paucicostum Fucini, 1902
- Arnioceras paucicostum Ferretti, 1975
- Arnioceras pluriplicata Fucini, identisch mit Arnioceras densicosta
- Arnioceras pseudokridion
- Arnioceras rejectum Fucini, 1902
- Arnioceras robustum Quenstedt, 1864
- Arnioceras semicostatoides
- Arnioceras semicostatum Young und Bird, 1828
- Arnioceras sp.
- Arnioceras speciosum Fucini, 1902
- Arnioceras subgeometricum Jaworski

Als Schwestertaxa fungieren Coroniceras, Guexiceras, Longziceras, Metarnioceras, Schreinbachites, Tmaegoceras und Vermiceras.
Synonyme Bezeichnungen der Gattung Arnioceras sind:
- Armioceras Spath, 1919
- Arniococeas Arkell, 1951
- Arniotites Whiteaves, 1889
- Burkhardticeras Lopez, 1967
- Eparnioceras Spath, 1924
- Laevispirus Venturi and Nannarone, 2002
- Melanhippites Crickmay, 1928

## Beschreibung

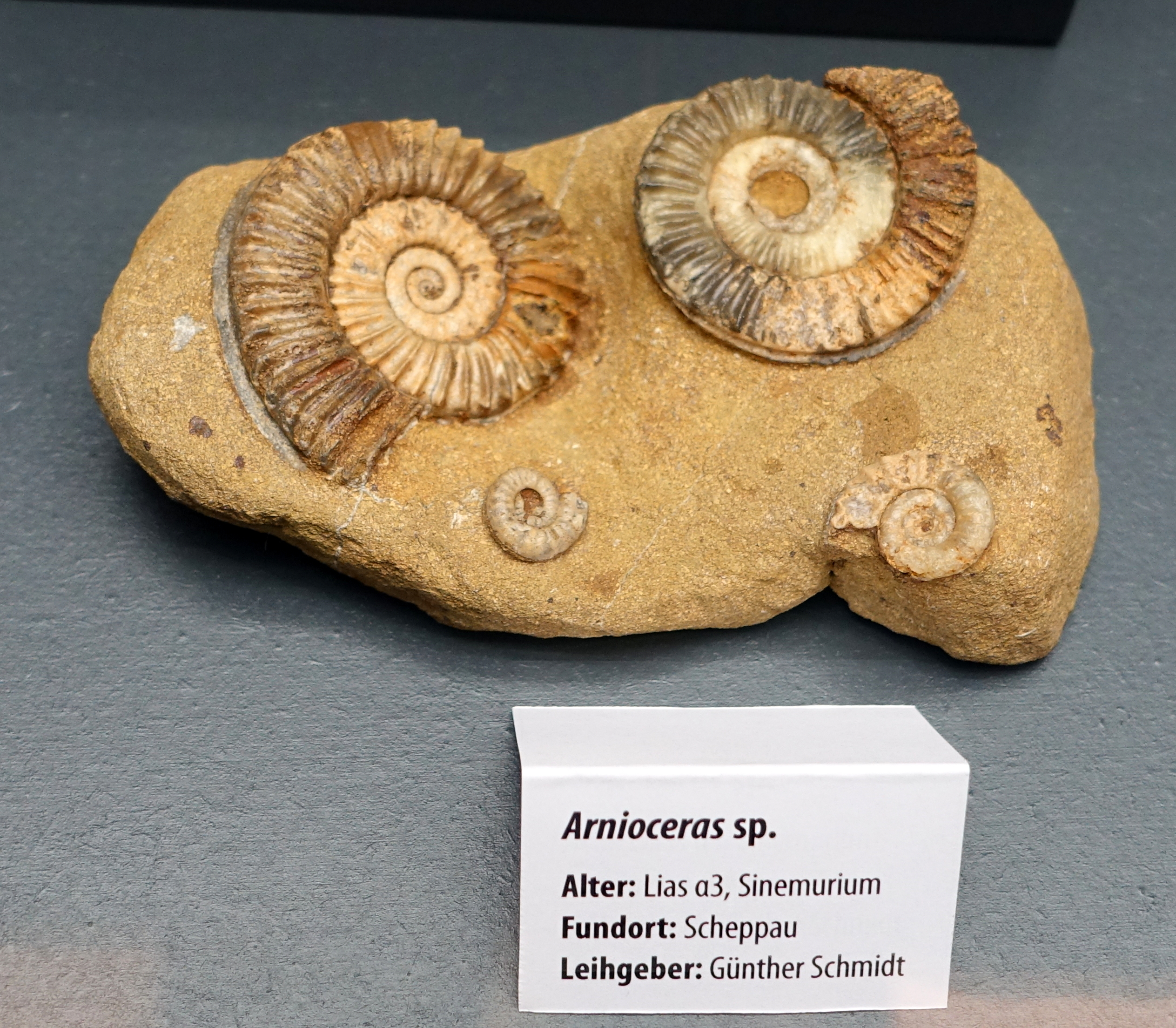
Arnioceras sp.

Die Gattung Arnioceras erreicht normalerweise eine Größe (Durchmesser D) von mehreren Zentimetern bis maximal etwas über 15 Zentimeter. Die Schale des Phragmoconchs ist regelmäßig aufgerollt, so dass sämtliche Windungen zu sehen sind. Die maximale Windungshöhe (WH) übersteigt nur selten 3 Zentimeter. Der Windungsquerschnitt ist meist rechteckig bis nahezu quadratisch, manchmal auch oval oder abgerundet. Der Durchmesser der Umbilikalregion (UD) macht zwischen 45 und 60 % (U) des Gesamtdurchmessers aus. Der Nabel ist bis zu einem Durchmesser von 1,5 Zentimeter glatt. Die meist ebenen Flanken tragen starke und deutliche, recht eng stehende Rippen, die geradlinig verlaufen und erst bei Erreichen des Ventralrandes nach vorne umbiegen und gegen die Seitenkiele stoßen bzw. langsam auslaufen (so bei A. miserabile und bei A. laevissimum). Der Venter trägt einen Kiel, der bei den meisten Arten von Furchen (Sulci) und seitlichen Kielen begleitet wird. Die Lobenlinie ist recht einfach und Ceratiten-ähnlich mit tief eingeschnittenen Seitenloben.

## Ammonitenzone und Leitfossil
Taxa der Gattung Arnioceras sind Leitfossil in mehreren Biohorizonten des unteren Sinemuriums. Die Semicostatum-Zone, benannt nach Arnioceras semicostatum, ist die zweite Ammonitenzone des Sinemuriums. Sie folgt auf die Bucklandi-Zone und wird ihrerseits von der Turneri-Zone des unteren Sinemuriums überlagert. Taxa der Gattung Arnioceras treten vorwiegend in der Semicostatum-Zone auf, Arnioceras hartmanni bildet aber noch einen Horizont in der Turneri-Zone und Spätformen von Arnioceras wie Arnioceras semicostatoides finden sich gar in der Obtusum-Zone des oberen Sinemuriums (Lotharingiums).
Die Semicostatum-Zone wird wie folgt unterteilt (vom Hangenden zum Liegenden):
- Sauzeanum-Subzone
  - Sauzeanum-Biozone
    - Horizont von Arnioceras semicostatum
    - Horizont von Pararnioceras alcinoeiforme
    - Horizont von Euagassiceras sp.
    - Horizont von Euagassiceras resupinatum
- Scipionanum-Subzone
  - Nodulatum-Biozone
    - Horizont von Arnioceras pseudokridion

  - Scipionanum-Biozone
    - Horizont von Arnioceras acuticarinatum
- Lyra-Subzone
  - Alcinoe-Biozone
    - Horizont von Pararnioceras alcinoe

  - Crossi-Biozone
    - Horizont von Paracoroniceras sp.
    - Horizont von Arnioceras bodleyi

  - Charlesi-Biozone
    - Horizont von Paracoroniceras charlesi

  - Lyra-Biozone
    - Horizont von Paracoroniceras lyra

Die Semicostatum-Zone besteht somit aus elf Horizonten, wovon vier Taxa der Gattung Arnioceras als Leitfossilien enthalten.

## Vorkommen

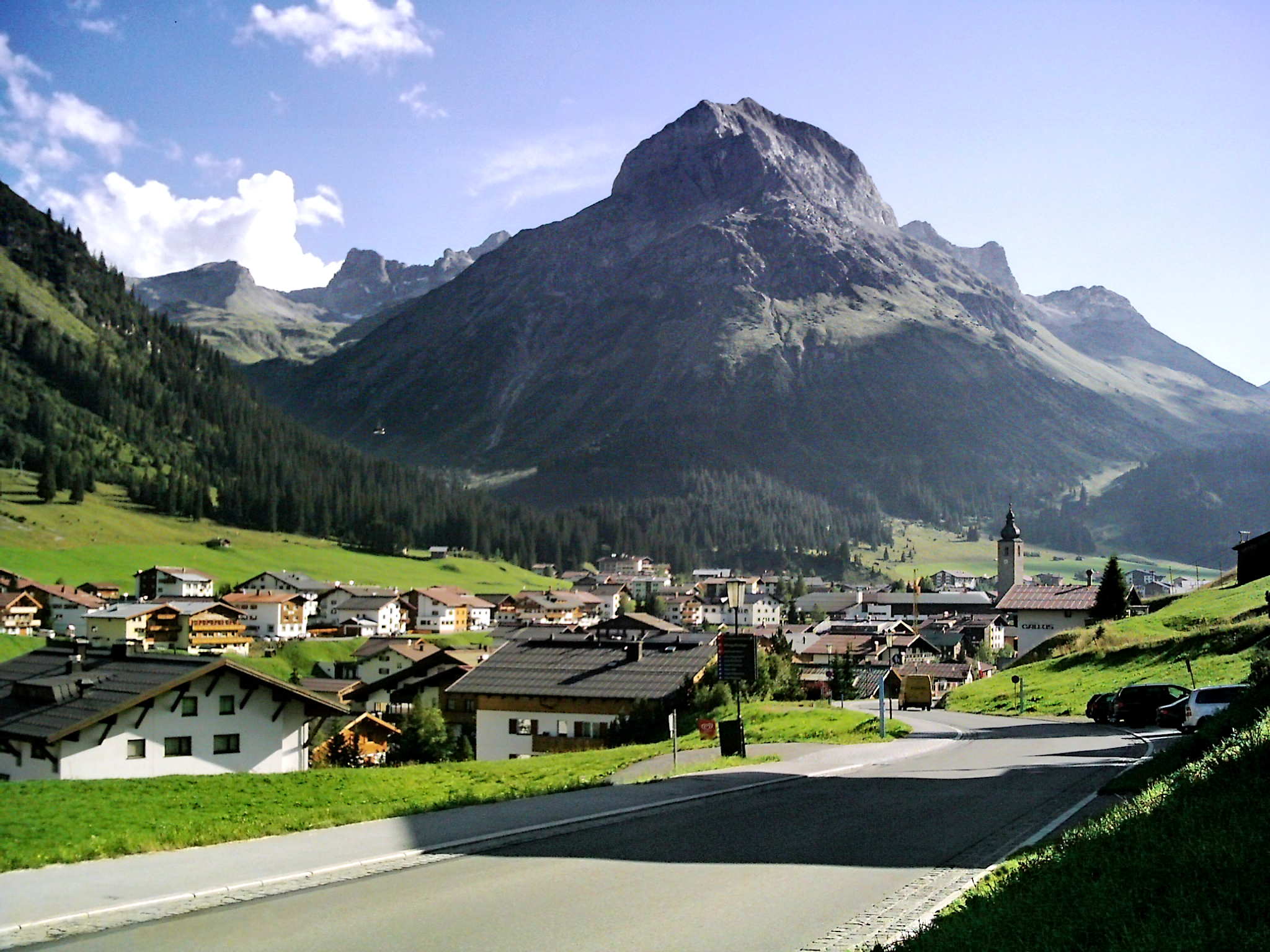
Das Omeshorn bei Lech am Arlberg, eine der Fundstätten für die Gattung Arnioceras

Die Gattung Arnioceras war ein Kosmopolit mit nahezu weltweiter Verbreitung, die über einen beträchtlichen Teil des Sinemuriums die Weltmeere bevölkerte. In Nordwesteuropa ist sie vom Hangenden der Bucklandi-Zone bis in die untere Obtusum-Zone anzutreffen, in Nordamerika entspricht dies dem Zeitraum obere Involutum-Zone bis untere Carinatum-Zone.
Vorkommen der Gattung Arnioceras in Deutschland finden sich in Bebenhausen bei Tübingen, in Blumberg-Achdorf an der Wutach, bei Hüfingen-Behla in der Nähe von Donaueschingen, bei Mundelfingen auf der Schwäbischen Alb und bei Schwäbisch Gmünd in Baden-Württemberg sowie bei Bielefeld und an der Scheppau bei Bornum am Elm in Nordrhein-Westfalen.
Für Österreich sind die Steinbrüche um Adnet und Glasenbach südöstlich von Salzburg anzuführen, aber auch die Allgäu-Schichten am Omeshorn (2557 m) bei Lech in Vorarlberg.
In der Schweiz sind neben Frick im Kanton Aargau die Fundstellen im Lias des Helvetikums am Ferdenrothorn (Kanton Wallis) sowie in den Glarner Alpen von Bedeutung. Weitere Fundstellen liegen am Grammont im Kanton Wallis und nördlich von Jaun im Kanton Freiburg.
In Luxemburg tritt die Gattung Arnioceras in Bertrange und selbst im Stadtgebiet von Luxemburg bei Hollerich auf. Die Vorkommen setzen sich im Süden Belgiens fort, und zwar bei Arlon, Orval und Virton (Provinz Luxemburg). Der Jura in Frankreich führt ebenfalls die Gattung Arnioceras, insbesondere in der Umgebung von Montbéliard, bei Salins-les-Bains (Département Jura), bei Semur-en-Auxois und bei Beaune in Burgund (Département Côte-d’Or). Hiervon abgesondert sind die Juravorkommen in den Westalpen im Oisans (Fundstätten Chalet-Voyron und Rif-Tor im Département Isère), die ebenfalls Arnioceras aufweisen.
Fundstätten der Gattung Arnioceras in Italien liegen im zentralen Apennin, am Monte Cetona und bei Longi in Sizilien. In England sind Funde bei Bishop’s Cleeve in Gloucestershire, in der Nähe von Robin Hood’s Bay in Yorkshire, bei Shepton Mallet in den Mendip Hills, bei Ilchester, bei Horton, bei Taunton (alle in Somerset) und im Blue Lias von Dorset gemacht worden. Im Blue Lias von Glamorgan in Wales finden sich ebenfalls Fossilien der Gattung Arnioceras. In den Ostkarpaten Rumäniens findet sich die Gattung Arnioceras am Berg Prașca.
Außerhalb von Europa erscheint die Gattung Arnioceras in Nordamerika, so in der Antimonio-Formation im Bundesstaat Sonora in Mexiko, in Britisch-Kolumbien (Kanada) auf dem Queen-Charlotte-Archipel und in der Last-Creek-Formation, in der Talkeetna-Formation in Alaska, in der Sunrise-Formation der Gabbs Valley Range sowie in den Shoshone Mountains in Nevada (Vereinigte Staaten). In Südamerika sind die Vorkommen bei Mendoza in Argentinien und im Süden der Provinz Antofagasta Chiles erwähnenswert.
Im Bereich der Tethys sind zu nennen die pelagischen Kalke der Ouarka-Formation im Nordosten Algeriens, die Oust-Formation in Tunesien sowie die Vorkommen auf Roti und Timor. Selbst in Neukaledonien (nordwestlich von Nouméa in der Téremba-Einheit und in der Nouméa-Dumbéa-Einheit) und auch in Neuseeland kann die Gattung Arnioceras angetroffen werden.